# (株)あまつか笑事
(株)あまつか笑事（かぶしきがいしゃあまつかしょうじ）は、かつてソーレアリアで活動していたお笑いコンビ。2013年3月31日解散。

## メンバー
- 大塚じぇい（本名：大塚 順樹（おおつか じゅんき）、1962年11月2日 - ）ツッコミ担当

兵庫県出身。血液型A型。
- 天田たろー（本名：天田 太郎（あまだ たろう）、1969年12月23日 - ）ボケ担当

埼玉県出身。血液型O型。
叔父は俳優の天田俊明。従兄弟には俳優天田暦をはじめ、タレントもいる。
三兄弟の長男で次男は医者、三男は大学准教授。

## 概要
二人ともお笑い活動の傍ら、会社勤めをしている。天田はある広告代理店の代表取締役、
大塚は大手不動産会社の課長であったが、現在は転職し不動産会社の支店長に。
目黒笑売塾に4期生として在籍し、同期にガルウィングがいる。
仕事の立場上では、大塚が天田に仕事をあげている立場なので、大塚が天田のクライアントに当たる関係であったが、現在は大塚の転職によりフラットな状態に。
主に背広姿で舞台に立っている。あいさつには、名刺を差し出す振りなどがある。
2013年3月31日に解散。
解散後は天田は芸能界を引退、大塚はピン芸人として活動している。
M-1グランプリ2006 2回戦進出。
M-1グランプリ2007 1回戦敗退。
M-1グランプリ2008 2回戦進出。
M-1グランプリ2009 2回戦進出。
M-1グランプリ2010 2回戦進出。

## 出演

### テレビ
- 爆笑レッドカーペット（フジテレビ） - 2009年5月30日初出演、キャッチコピーは「会社の会議 抜けてきました」
- 爆笑ホワイトカーペット（フジテレビ） - 2009年4月4日（第2回）、キャッチコピーは「現役サラリーマン」
- あらびき団（TBSテレビ） - 2009年12月2日初出演

### 主なライブ
- 大部屋ダイヤモンド
- 笑ギャラリー
- レンコン寄席
- 東京ビタミン寄席
他